# Acide calcitroïque

Représentation topographique de l'acide calcitroïque

L'acide calcitroïque (1α-hydroxy-23-carboxy-24,25,26,27-tétranorvitamine D 3 ) est un métabolite majeur de la 1α,25-dihydroxyvitamine D3 (calcitriol). Souvent synthétisé dans le foie et les reins, l'acide calcitroïque est généré dans le corps après la première conversion de la vitamine D en calcitriol. Au cours de ce processus de désactivation, des réactions d'oxydation en C24 et C23 se produisent, ce qui conduit finalement à un clivage de la chaîne latérale qui aide à la formation d'acide calcitroïque. Ces voies de signalisation gérées par le calcitriol seraient inactivées par son hydroxylation par l'enzyme CYP24A1, également appelée calcitriol 24-hydroxylase. Plus précisément, on pense qu'il s'agit de la principale voie d'inactivation des métabolites de la vitamine D.
L'hydroxylation et le métabolisme ultérieur du calcitriol dans le foie et les reins produisent de l'acide calcitroïque, un composé soluble dans l'eau qui est excrété dans la bile.
Une revue récente a suggéré que les connaissances actuelles sur l'acide calcitroïque sont limitées et que d'autres études sont nécessaires pour identifier son rôle physiologique. L'acide calcitroïque est étudié depuis peu, étant donné qu'il a été isolé et caractérisé il y a environ 40 ans. Ceci explique pourquoi les connaissances actuelles sont limitées sur le métabolite de la vitamine d.
Dans le cas où une concentration élevée de cet acide est utilisée in vitro, des études ont déterminé que l'acide calcitroïque se lie au récepteur de la vitamine D (VDR) et induit la transcription de gènes.
In vivo, des études ont déterminé que l'acide calcitroïque, ainsi que la citrulline, peuvent être utilisés pour quantifier la quantité de rayonnement ionisant à laquelle un individu a été exposé.